# モニール・ファーマンファーマイアン
モニール・ファーマンファーマイアン（Monir Farmanfarmaian、1924年12月16日 - 2019年4月20日）は、イランのガラス工芸家。伝統的な民俗芸術のコレクター知られる。彼女はイランの伝統的な幾何学模様とカットガラスモザイク技術を結びつけるアートを実践した最初の工芸家であり、テヘランには彼女の名を冠したモニール美術館がある。

## 人物
1924年12月16日、イラン北部の宗教都市、ガズヴィーンに生まれる。1945年からアメリカへと留学し、コーネル大学で美術、パーソンズ大学で服飾デザインを学んだ。1957年に帰国してからガラスを使った作品の制作を始めるが、1979年にイラン革命がおこりふたたびアメリカへと渡り亡命した。
その後2000年まで制作活動は休止していたものの再び活動を再開している。1992年にイランに戻り、2004年、テヘランに工房を構えて工芸活動を続けた。2019年4月20日死去。96歳没。